# Podgorica
Podgorica (en serbi Подгорица, pronunciat [podgóritsa]), antigament anomenada Titograd i Ribnica, és una ciutat de Montenegro. És la ciutat més poblada del país i alhora n'és la capital. Fins a l'any de la independència de Sèrbia, el 2006, fou la capital judicial de la federació de Sèrbia i Montenegro. El 2011, la població de la ciutat era de 150.977 habitants. mentre que la població de tot el municipi era de 185.937 habitants.
La traducció literal del nom és sota el Gorica; el Gorica («petit turó») és el nom del pujol que domina tota la ciutat. A l'edat mitjana, la ciutat era coneguda pel nom de Ribnica i, entre 1945 i 1992, fou coneguda com a Titograd en honor de l'antic cap d'estat iugoslau, Josip Broz "Tito".

## Etimologia
Podgorica s'escriu en ciríl·lic com Подгорица, pronunciat [pǒdɡoritsa];, Podgorica significa literalment "àrea per sota de Gorica". Gorica (ciríl·lic:Горица), un diminutiu de la paraula Gora (ciríl·lic: Гора) que és una altra paraula per a muntanya o turó, significa "petit turó", és el nom d'un dels xiprers que domina el centre de la ciutat. A uns tres quilòmetres al nord-oest de Podgorica es troben les ruïnes de la ciutat d'època romana de Doclea, de la qual La mare de l'emperador romà Dioclecià va aclamar. En segles posteriors, els romans van "corregir" el nom a  Dioclea, endevinant erròniament que una i s'havia perdut en la parla vulgar. Duklja és la més tardana versió sud-eslava de la mateixa paraula. A la seva fundació (un temps abans del segle 11), la ciutat es deia Birziminium (Бирзиминијум, que en llengua il·líria o avui en dia albanesa significa Forat Negre). A l'edat mitjana, era coneguda com a Ribnica (ciríl·lic:Рибница, rîbnitsa). El nom Podgorica es va utilitzar a partir de 1326. De 1946 a 1992, la ciutat va ser batejada com a Titograd (ciríl·lic:Титоград) en honor de Josip Broz Tito, el President de la República Federal Socialista de Iugoslàvia de 1953 a 1980. El 1992 la ciutat va canviar el seu nom per "Podgorica", que continua avui dia.

## Geografia
Podgorica es troba al centre de Montenegro. La zona està travessada per rius i la ciutat en si es troba a només 15 km al nord del llac Skadar. Els rius Morača i Ribnica travessen la ciutat, mentre que els rius Zeta, Cijevna, Sitnica i Mareza passen a prop. Morača és el riu més gran de la ciutat, amb 70 m d'ample prop del centre de la ciutat, i havent tallat un canó profund durant el seu recorregut per la ciutat. Excepte el Morača i el Zeta, els altres rius tenen l'aspecte de petits rierols. La riquesa en masses d'aigua és una característica important de la ciutat.
En contrast amb la major part de Montenegro, Podgorica es troba en una zona principalment plana a l'extrem nord de la plana de Zeta, a una altitud de 40 m. Les úniques excepcions són els turons que dominen la ciutat. El més significatiu és el turó de Gorica amb 130,3 m (pronunciat [ˈɡǒrit͜sa]), que s'aixeca per sobre del centre de la ciutat. Els altres turons inclouen Malo brdo ("turó petit", 205,4 m, Velje brdo ("turó gran" 283 m), Ljubović (101 m) i Dajbapska gora (172 m). La ciutat de Podgorica pròpiament dita té una superfície de 108 km², mentre que l'àrea urbanitzada real és molt més petita.

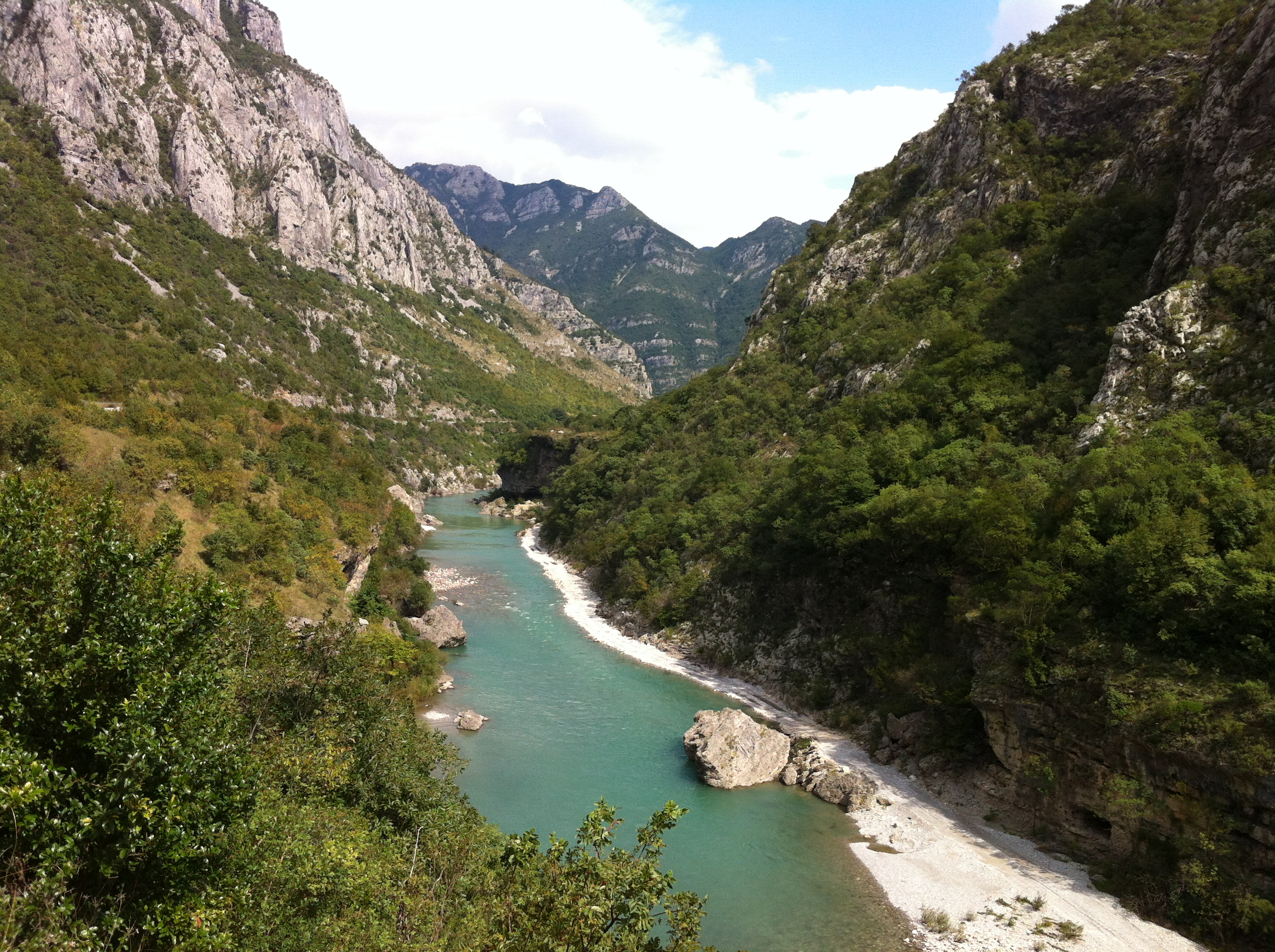
Canó del riu Morača.
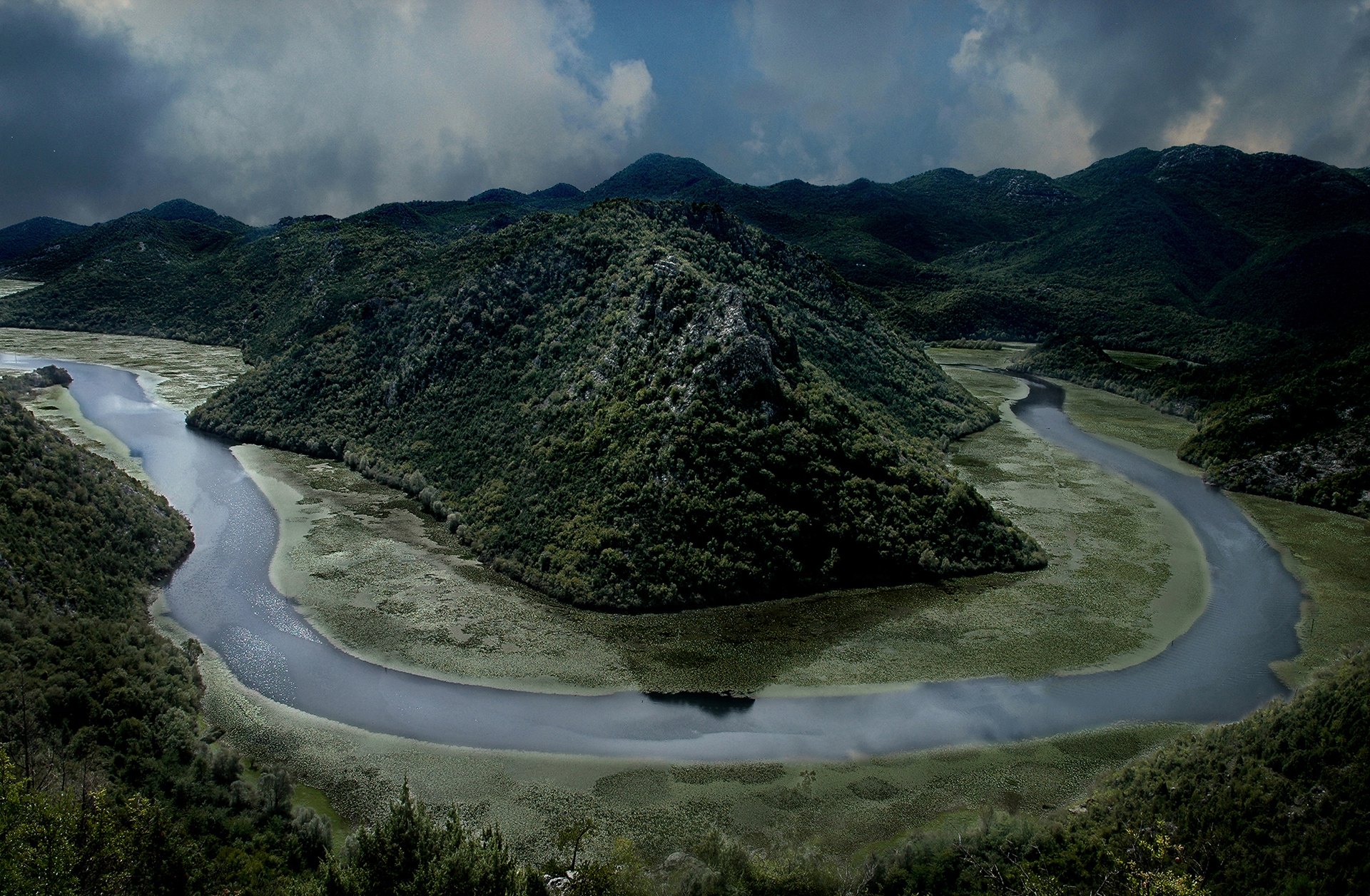
Llac Skadar
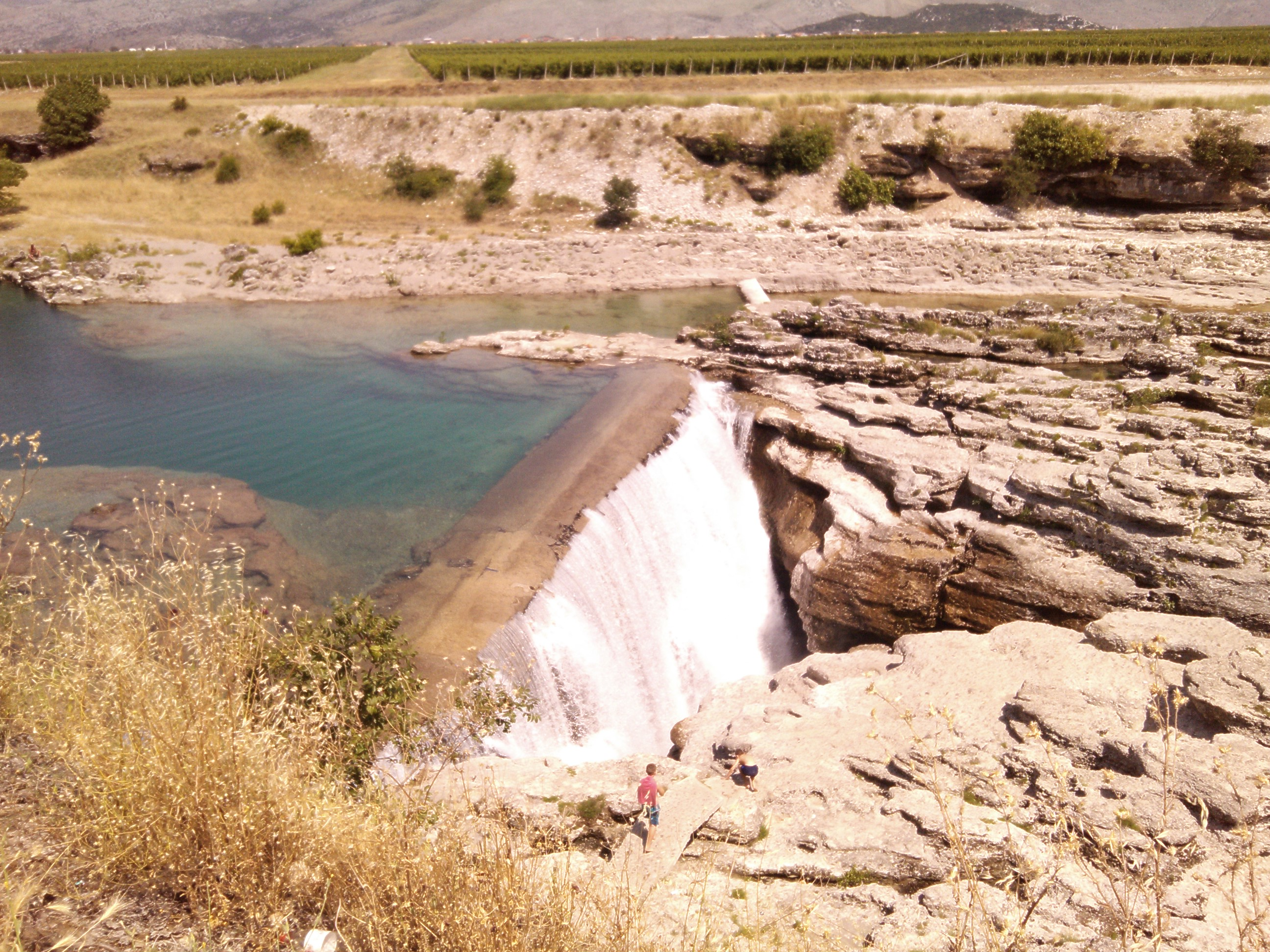
Cascades del riu Cijevna prop de Podgorica
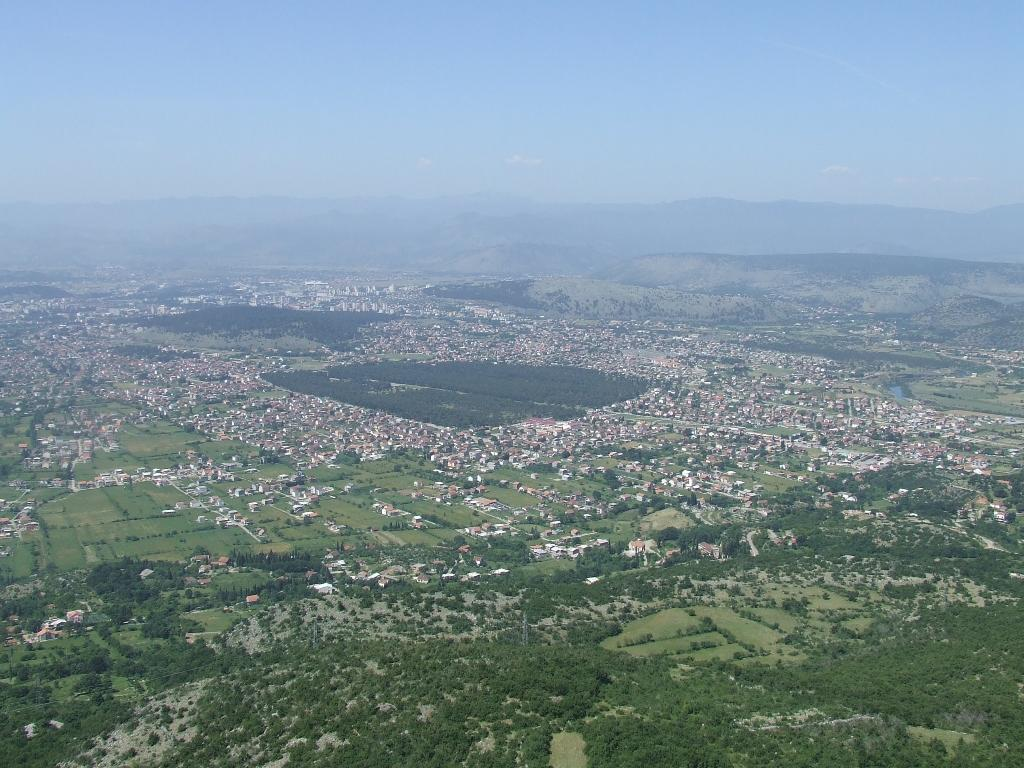
Vista panoràmica de Podgorica.

### Clima

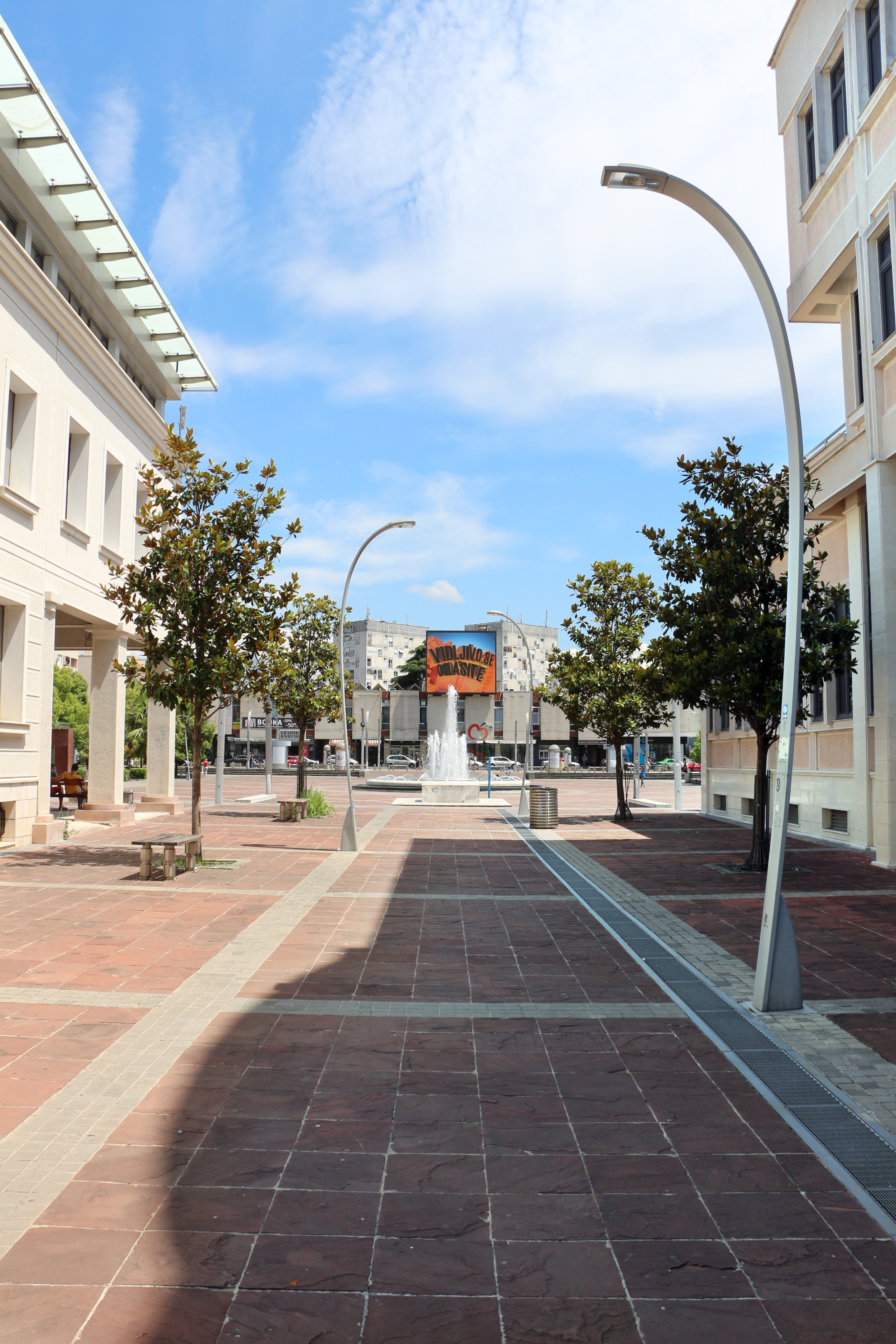
Plaça de la Independència.

Segons la classificació climàtica de Köppen, Podgorica és de transició entre un clima subtropical humit (Cfa) i un clima mediterrani d'estiu calorós (Csa), ja que el mes d'estiu més sec arriba una mica menys de 40 mm de precipitació, amb màximes estiuenques al voltant dels 30 °C i màximes hivernals al voltant dels 10 °C. Tot i que la ciutat només és a uns 35 km al nord de la mar Adriàtica, un braç de la Mediterrània, la muntanya Rumija actua com a barrera natural, separant la conca del llac Skadar i la zona de Podgorica del mar, limitant així la influència marítima temperada sobre el clima local.
La precipitació mitjana anual és de 1659 mm, fent de Podgorica, amb diferència, la capital més humida d'Europa; Ljubljana és la segona amb 1362 mm. La temperatura supera els 25 °C durant uns 135 dies cada any i la temperatura mitjana diària és de 15,6 °C. El nombre de dies de pluja és d'uns 120, i els de vent fort al voltant dels 60. Un fort vent del nord ocasionalment influeix en el clima a l'hivern, amb un efecte de refredament del vent que fa baixar la temperatura percebuda uns quants graus.
El rècord de nevades màximes de tots els temps es va batre l'11 de febrer de 2012, amb 58 cm de nevades. Abans d'això, la nevada més gran a Podgorica va ser el 1954, quan es va registrar 52 cm de nevades. La temperatura màxima es va registrar el 24 d'agost de 2007, amb 44,8 °C, mentre que la mínima va ser -9,7 °C el 4 de febrer de 1956.

## Demografia
Al defter otomà de 1485, es van enumerar 40 llars. El 1614, hi havia més de 900 llars.
| 1948   | 1953   | 1961   | 1971   | 1974   | 1981   | 1991    | 1998    | 2003    | 2011    |
| 14.369 | 19.868 | 35.054 | 61.727 | 60.000 | 96.074 | 117.875 | 163.000 | 136.473 | 150.977 |

Tot i que és de mida mitjana per als estàndards europeus, Podgorica és, amb diferència, la ciutat més gran de Montenegro: gairebé una quarta part dels ciutadans montenegrins hi viuen. Segons el cens de 2011, hi ha 185.937 persones a la capital de Podgorica, que és anàloga a l'àrea metropolitana, i inclou les petites ciutats de Tuzi i Golubovci, mentre que 150.977 persones viuen a la ciutat pròpiament dita.
Del total de la població de Podgorica, el 48,73% són homes i el 51,27% són dones. La mitjana d'edat de la població és de 35,7 anys.
| Ètnia (cens de 2011) | Número | Percentatge |
| -------------------- | ------ | ----------- |
| montenegrins         | 90.970 | 60,25%      |
| serbis               | 36.207 | 23,98%      |
| Gitanos              | 3.864  | 2,56%       |
| Musulmans ètnics     | 3.393  | 2,25%       |
| bosnians             | 2.630  | 1,74%       |
| albanesos            | 1.477  | 0,98%       |
| Croats               | 614    | 0,41%       |
| Sense declarar       | 7.292  | 4,83%       |
| Altres               | 1.087  | 0,72%       |

| Idioma (cens 2011) | Número | Percentatge |
| ------------------ | ------ | ----------- |
| Montenegrí         | 67.092 | 44,43%      |
| serbi              | 63.837 | 42,28%      |
| romaní             | 3.324  | 2,20%       |
| albanès            | 2.474  | 1,64%       |
| bosnià             | 861    | 0,57%       |
| croat              | 240    | 0,16%       |
| Sense declarar     | 6.269  | 4,15%       |
| Altres             | 806    | 0,53%       |

### Religió

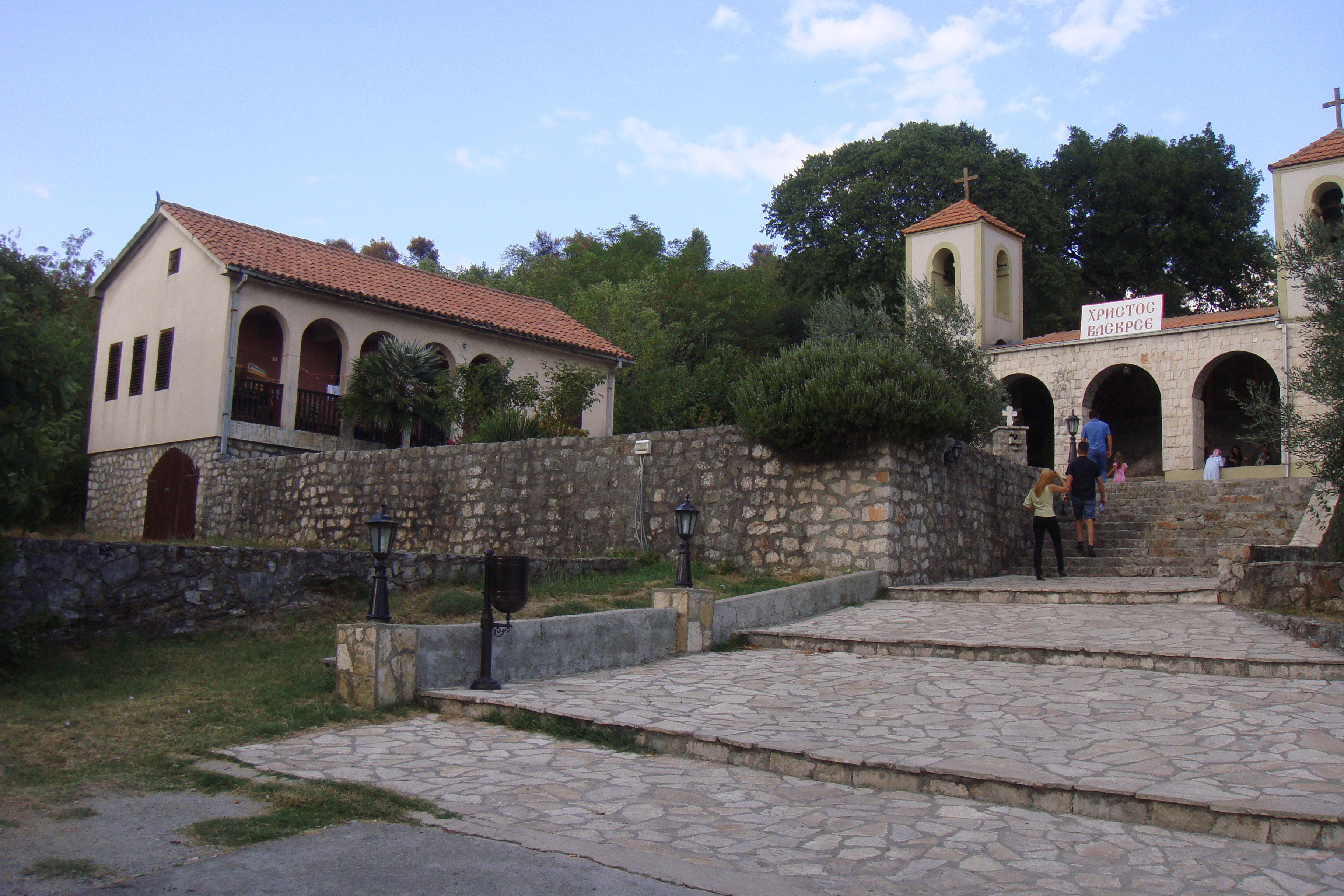
Monestir de Dajbabe.

Podgorica és la llar de tres grups religiosos principals: els cristians ortodoxos, els musulmans sunnites i els cristians catòlics.
La població cristiana ortodoxa prové principalment de la població local montenegrina i sèrbia, que va acceptar el cristianisme ortodox a l'Edat Mitjana després d'una escissió important durant el Gran Cisma. Representen el principal 
grup religiós. Hi ha diverses esglésies ortodoxes orientals a la ciutat, com ara l'església de Sant Jordi, que té el seu origen al segle xiii, i la catedral de la Resurrecció de Crist, que és l'església més gran de la ciutat que s'ha erigit recentment.
La població musulmana prové principalment de bosnians locals, així com d'albanesos. Hi ha diverses mesquites a Podgorica.

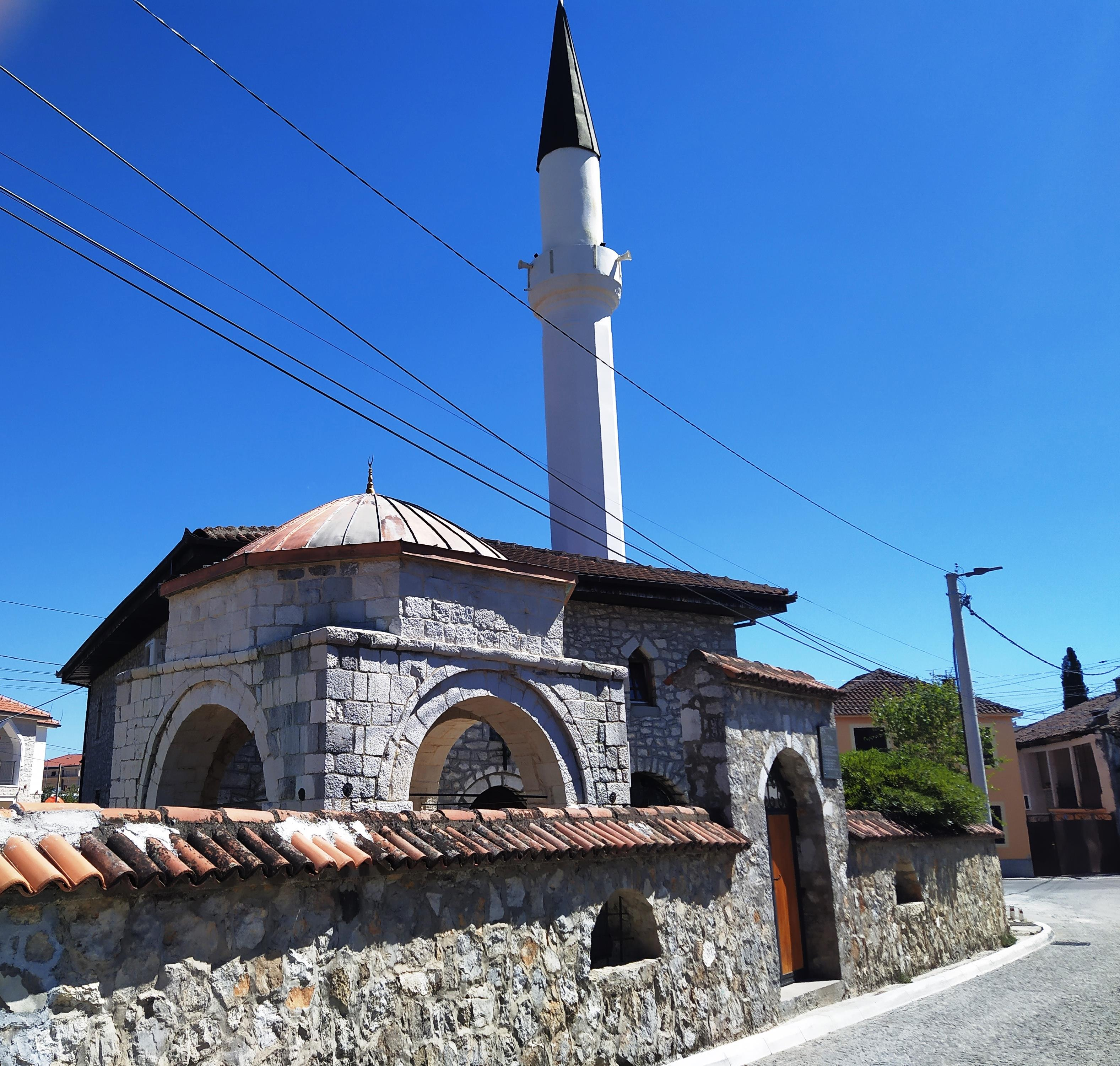
Mesquita Osmanagić.

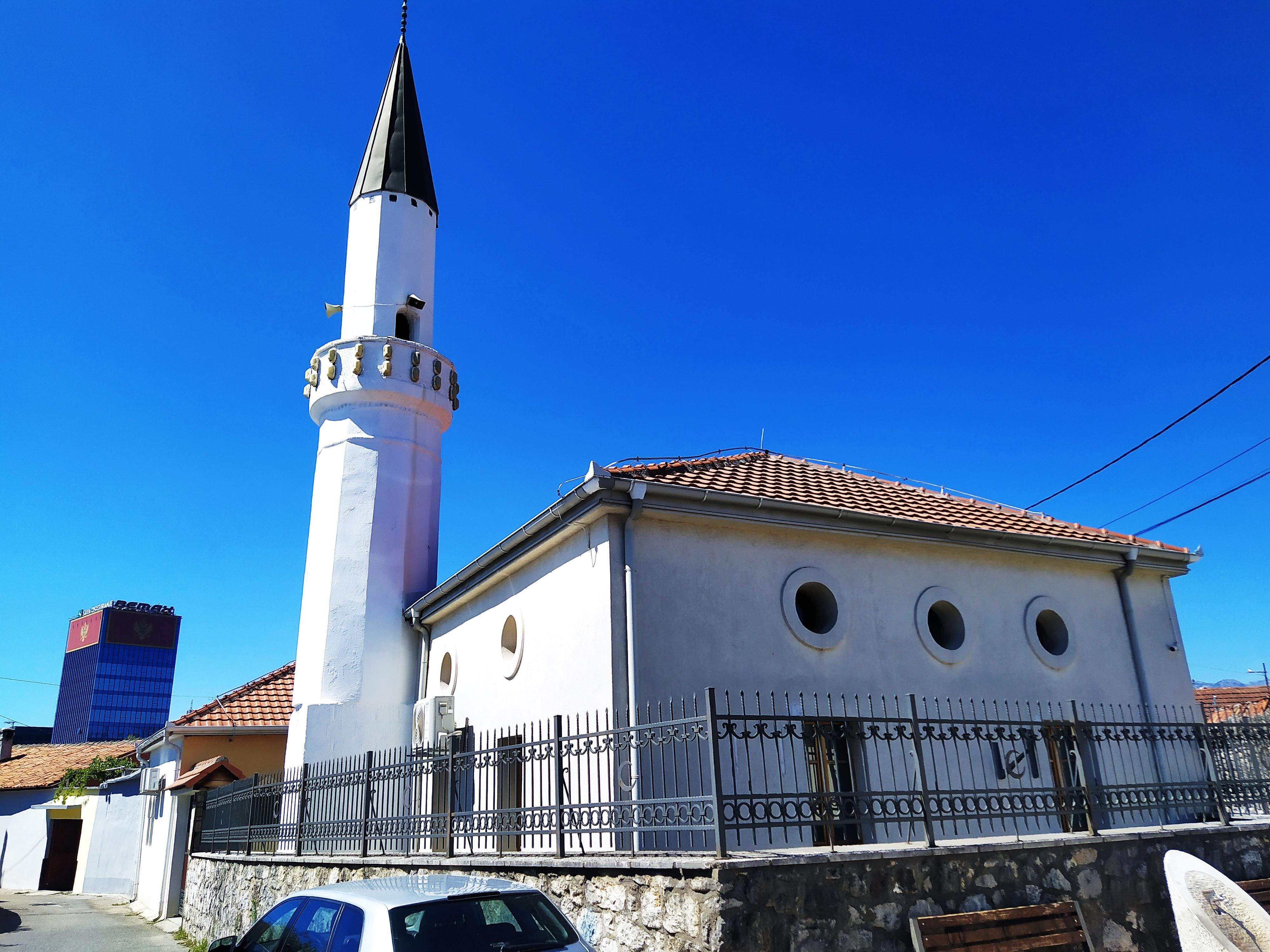
Mesquita Starodoganjska.

La població catòlica està formada principalment per la minoria albanesa local. El principal lloc religiós per a la població catòlica situat al barri de Konik és l'Església del Sant Cor de Jesús construïda l'any 1966, en estil brutalista que fa que aquest objecte sigui únic. Altres esglésies catòliques es troben al suburbi oriental de Tuzi.
| Religió (cens de 2011)   | Número  | Percentatge |
| ------------------------ | ------- | ----------- |
| Cristianisme ortodox     | 122.969 | 81,45%      |
| Islam                    | 14.962  | 9,91%       |
| Església Catòlica Romana | 2.735   | 1,81%       |
| altres cristians         | 530     | 0,35%       |
| Agnosticisme             | 222     | 0,15%       |
| Ateisme                  | 3.554   | 2,35%       |
| Sense declarar           | 3.892   | 2,58%       |
| Altres                   | 1.961   | 1,05%       |

## Economia
Podgorica no és només el centre administratiu de Montenegro sinó també el seu principal motor econòmic. La major part de la base industrial, financera i comercial de Montenegro es troba a Podgorica.
Abans de la Primera Guerra Mundial, la major part de l'economia de Podgorica es dedicava al comerç i a la fabricació a petita escala, que era un model econòmic establert durant el llarg govern de l'Imperi Otomà. Després de la Segona Guerra Mundial, Podgorica es va convertir en la capital de Montenegro i un focus de la ràpida urbanització i industrialització de l'era de la RSFY. A la ciutat i als voltants es van establir indústries com el processament d'alumini i tabac, tèxtils, enginyeria, producció de vehicles i producció de vi. El 1981, el PIB per càpita de Podgorica era del 87% de la mitjana iugoslau.

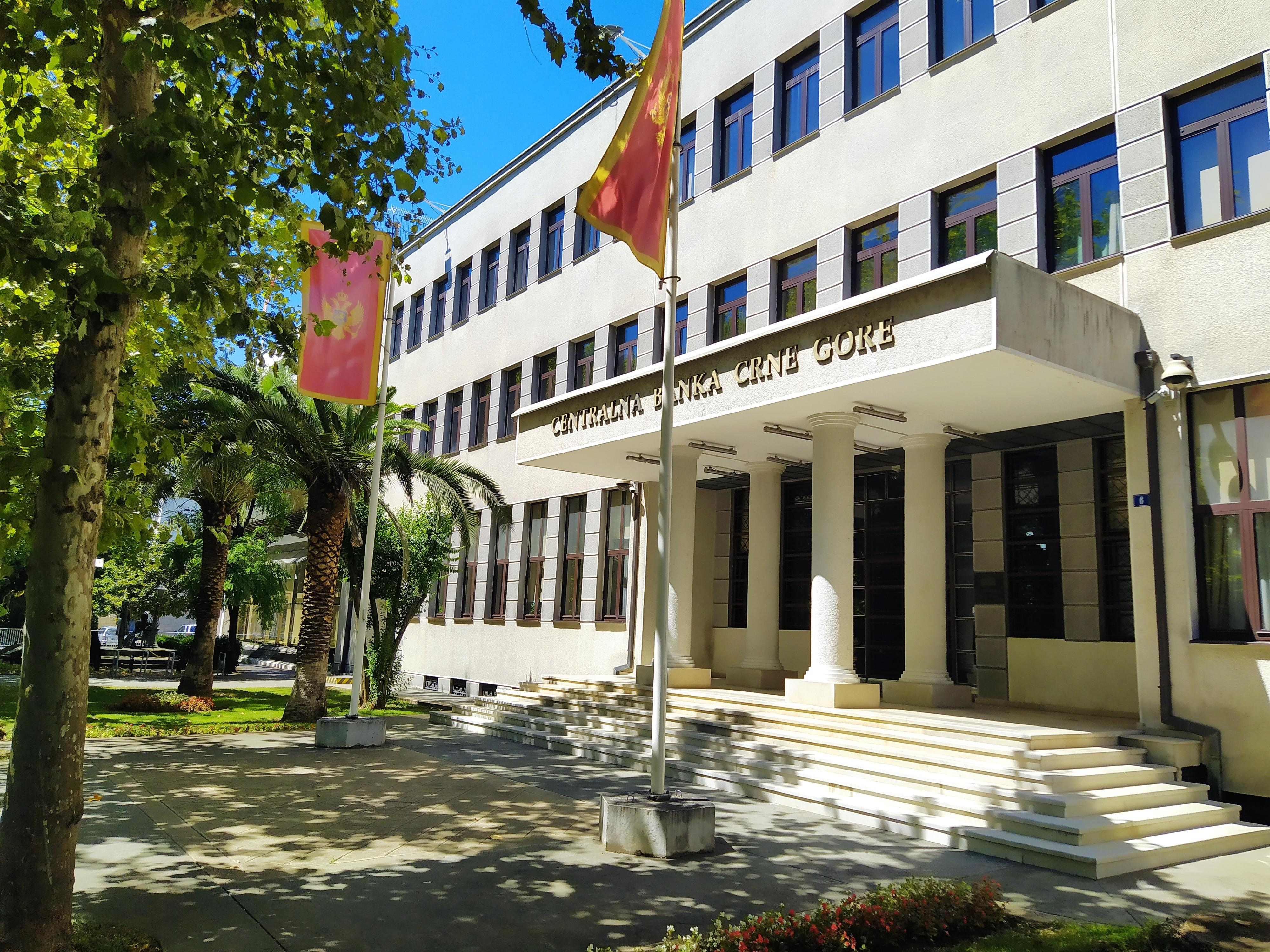
Seu del Banc Central de Montenegro

A principis dels anys noranta, la dissolució de Iugoslàvia, les guerres iugoslaves i les sancions imposades per l'ONU van deixar les indústries de Podgorica sense mercats tradicionals, proveïdors i fons disponibles. Això, combinat amb les pressions de transició típiques, va provocar un declivi de la base industrial, on moltes indústries es van col·lapsar i van deixar milers de ciutadans sense feina. No obstant això, algunes de les indústries, inclosa Plantaže, van aconseguir sobreviure a l'agitació de la dècada de 1990, i encara són els principals contribuents a l'exportació i la producció industrial montenegrines fins als nostres dies.
Quan Montenegro va començar la seva empenta per la independència de Sèrbia a finals de la dècada de 1990, Podgorica es va beneficiar molt de l'augment de la concentració del govern i els sectors de serveis. A més del govern de gairebé tot el país, Podgorica acull la Borsa de Valors de Montenegro i altres institucions financeres importants de Montenegro, juntament amb operadors de telecomunicacions, mitjans de comunicació, aerolínies de bandera montenegrina i altres institucions i empreses importants.
La gran presència de sectors governamentals i de serveis va salvar l'economia de Podgorica d'un estancament prolongat a la recessió de finals de la dècada del 2000, que va colpejar durament Montenegro. Tot i que a mitjans de 2014, un 30% dels ciutadans de Montenegro vivien a Podgorica, el municipi representava el 44% dels ocupats del país. De tota la massa de sous nets pagats a Montenegro aquell any, un 47% es va pagar a Podgorica. El salari net mensual mitjà el desembre de 2021 era de 537 € al municipi de Podgorica.

## Història
De 1466 a 1878 va ser part de l'Imperi Otomà i més tard de Montenegro. El 1918 va ser el lloc en el qual es va reunir la Gran Assemblea Nacional Sèrbia per votar a favor de la unió entre els regnes de Sèrbia i Montenegro, la qual es duria a terme el 29 de novembre del mateix any. El primer de desembre aquesta federació s'uniria al nou creat Regne dels Serbis, Croats i Eslovens.
Durant la Segona Guerra Mundial la ciutat va ser ocupada per tropes italianes del règim feixista el 1941, que més tard van ser substituïdes per l'exèrcit alemany. Els bombardeigs de les tropes aliades el 1944 van produir grans destrosses a tota la ciutat i en van matar la major part de la població.
Una vegada acabat el conflicte, el govern comunista de Tito va reconstruir la ciutat el 1945, any en què es va produir el canvi de nomenclatura, així com l'adquisició de l'estatut de capital de la república de Montenegro el 1946, que tradicionalment ostentava la ciutat de Cetinje.

## Educació

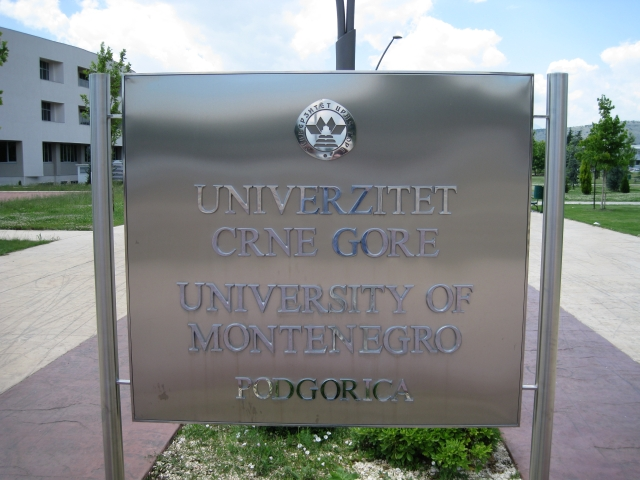
Universitat de Montenegro

La majoria de les institucions d'educació superior de Montenegro són a Podgorica. Hi té la seu la Universitat de Montenegro, que és la més destacada del país.
L'Acadèmia de les Arts i les Ciències de Montenegro també té la seva a Podgorica.

## Cultura
Podgorica acull moltes institucions i esdeveniments culturals montenegrins. Acull el Teatre Nacional Montenegrí i diversos museus i galeries. El Teatre Nacional de Montenegro és el teatre més important no només de Podgorica sinó de tot Montenegro. Podgorica també acull el Teatre de la Ciutat (Gradsko pozorište), que inclou el Teatre Infantil i el Teatre de Titelles. Tot i que no és tan rica en museus i galeries com la històrica capital reial Cetinje, hi ha diversos museus notables:
- El Museu de la Ciutat de Podgorica (Muzej grada Podgorice) conserva el ric patrimoni de Podgorica. Fundada l'any 1950, té quatre categories: arqueològica, etnogràfica, històrica i cultural-històrica. Conté artefactes que es remunten a l'època romana i il·líria.
- El Centre d'Investigació Arqueològica (Centar za arheološka istraživanja) es va fundar l'any 1961. La seva missió és reunir, classificar, restaurar i mostrar jaciments arqueològics.
- El Museu Marko Miljanov (Muzej Marka Miljanova) de Medun mostra la vida al Montenegro del segle xix.
- El Museu d'Història Natural (Prirodnjački muzej) mostra exemplars de flora i fauna montenegrines. Aquest museu no té espai expositiu propi, malgrat moltes propostes i iniciatives per construir-ne un.

Hi ha una notable galeria d'art al complex Dvorak Petrovića (castell de Petrović) al parc públic més gran de Podgorica. El castell del rei Nicolau, Perjanički Dom (Casa de la Guàrdia d'Honor), la capella del castell i els edificis circumdants es van convertir en una galeria d'art el 1984. Des de 1995, forma part del Centre d'Arts Modernes (Centar savremenih umjetnosti) i acull aproximadament 1.500 obres d'art. L'històric Cinema de Cultura (Kino Kultura), que va ser fundat el 1949, va ser tancat el novembre de 2008 a causa de les continues pèrdues econòmiques que va generar. Va ser l'únic cinema de la ciutat durant 6 dècades. L'edifici de l'antic cinema es reconvertirà per acollir el Teatre de la Ciutat de Podgorica. Poc després del seu tancament, al centre comercial BIG Podgorica es va obrir un cinema múltiplex de 6 pantalles Ster-Kinekor (posteriorment adquirit per Cineplexx).

Una important institució cultural amb més de cinquanta anys d'existència és el Centre Cultural-Informatiu Budo Tomović (KIC Budo Tomović). És una institució pública que organitza diversos esdeveniments artístics, com ara l'Estiu Cultural de Podgorica (Podgoričko Kulturno Ljeto), FIAT – Festival Internacional de Teatre Alternatiu (Festival Internacionalnog Alternativnog Teatra), DEUS – Escena de les Arts de desembre (Decembarska Umjetnička Scena).

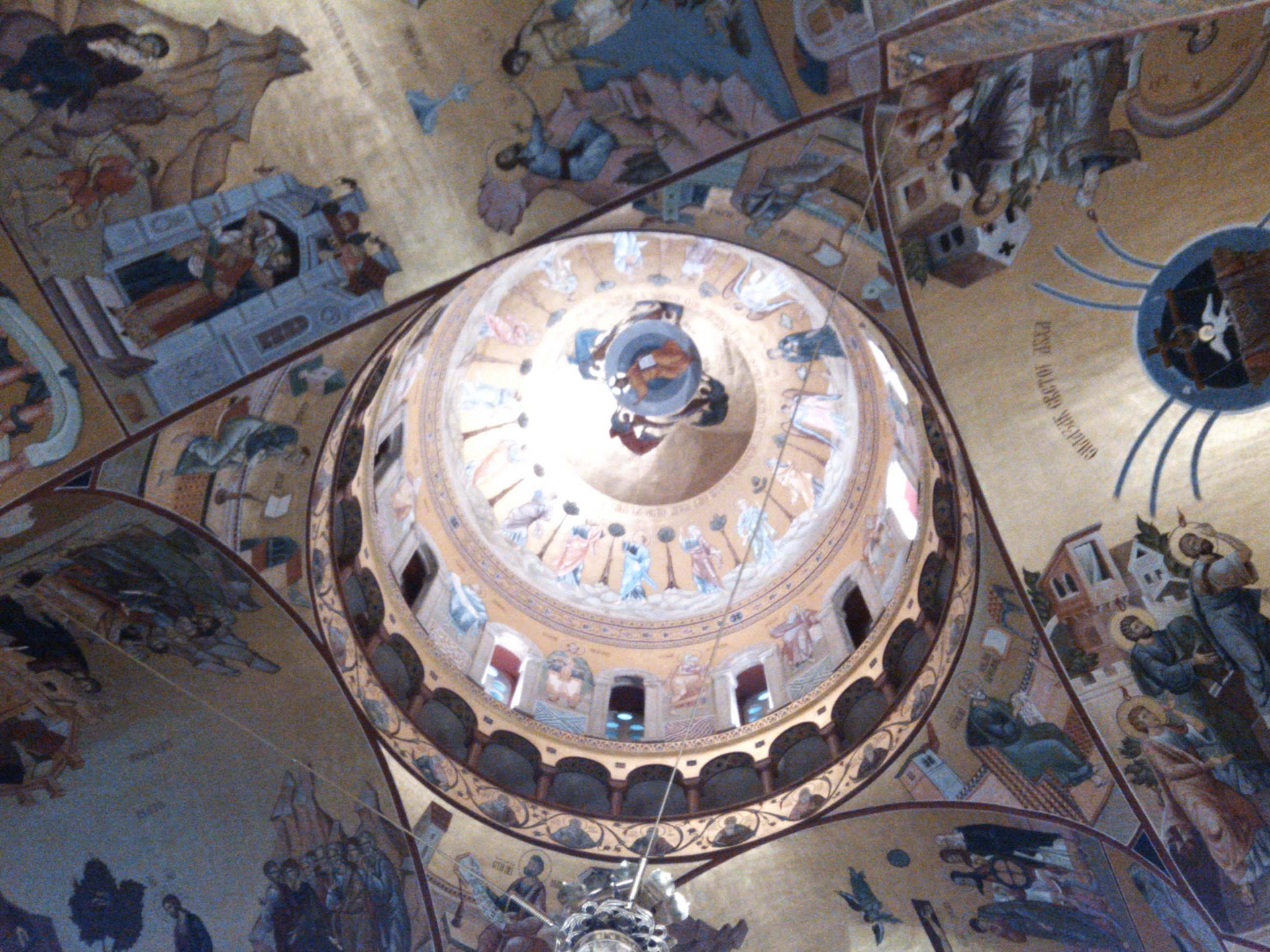
Interior de la Catedral de la Resurrecció de Crist.
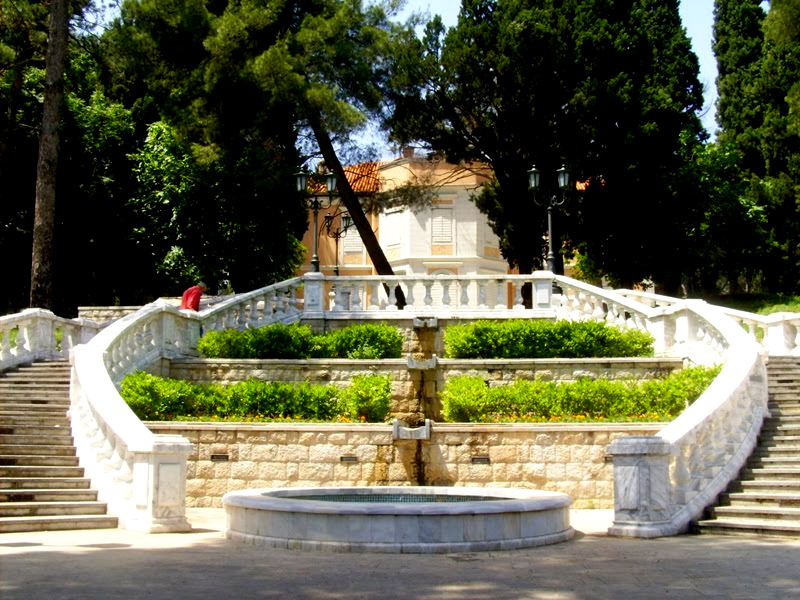
Antiga residència del rei Nikola I Petrović, avui una galeria d'art.
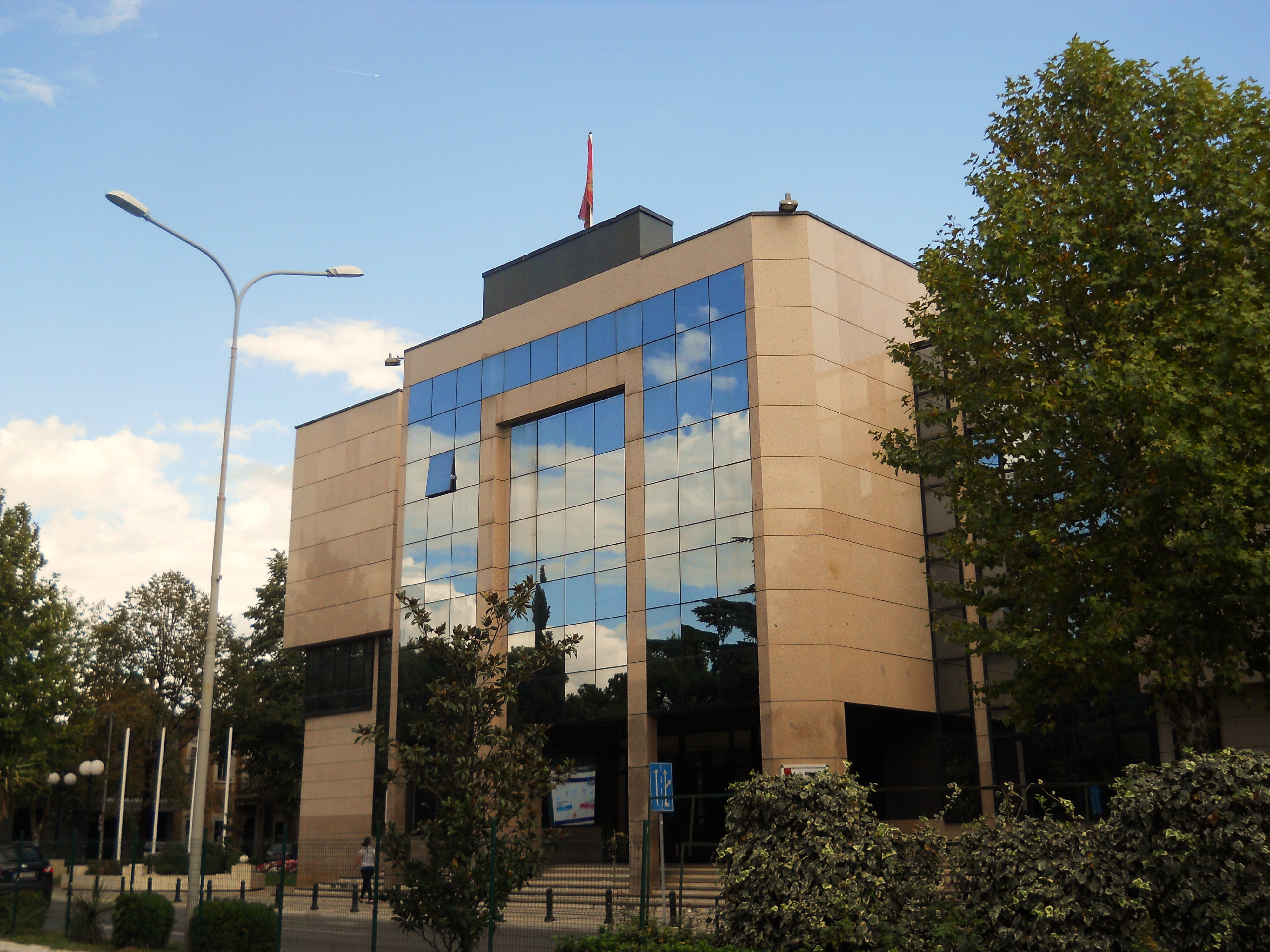
Teatre Nacional de Montenegro
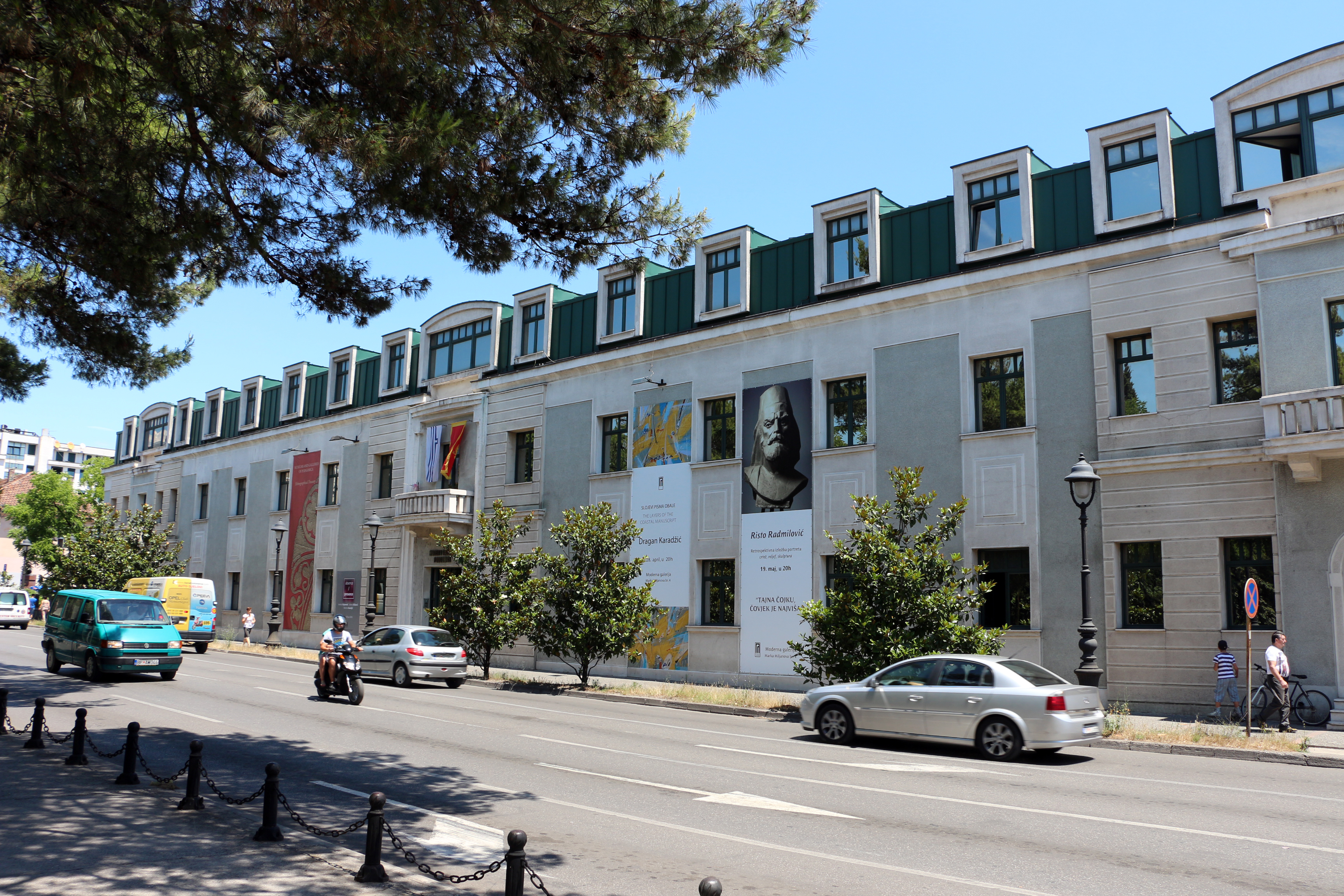
National Museum of Montenegro

## Transport
L'Aeroport de Podgorica està situat a 15 km al sud del centre de la ciutat i és el principal aeroport del país. Té vols regulars, entre d'altres, cap a Belgrad, Budapest, Frankfurt, Istanbul, Londres, Ljubljana, París, Roma, Moscou, Viena i Zúric.

## Persones il·lustres
- Olivera Injac (1976), ministra de Defensa de Montenegro.